# کوئستلین
کوئستلین (انگلیسی: Koestlin) شرکت صنایع غذایی کروات است، که در سال ۱۹۰۵ تأسیس شد.